# Emilia Gastón Burillo
Emilia Gastón Burillo (2 de juny de 1904 - ?) va ser la primera parlant nativa de la llengua auxiliar internacional esperanto del món.
Emilia Gastón forma part d'una nissaga d'intel·lectuals esperantistes aragonesos. El seu pare va ser l'advocat Emilio Gastón Ugarte, principal organitzador del moviment d'acollida que hi va haver a l'estat espanyol de 330 nens austríacs després de la Primera Guerra Mundial. També era germana de Inés Gastón Burillo, qui va ser secretària de la Federació Espanyola d'Esperanto i en va fundar la biblioteca, així com de Rafael Gastón Burillo, filòleg, latinista, advocat i estudiós d'Aragó. També era tieta d'Emilio Gastón Sanz, fill del seu germà Rafael i primer càrrec de Justícia d'Aragó del període democràtic a Espanya.